# Tomáš Suslov
Tomáš Suslov, född 7 juni 2002, är en slovakisk fotbollsspelare som spelar för Groningen.

## Klubbkarriär
Suslov gick till den nederländska klubben FC Groningens juniorlag 2018 och fick göra sin debut i seniorlaget i en match mot VVV-Venlo den 22 februari 2020.

## Landslagskarriär
Suslov debuterade för det slovakiska landslaget den 18 november 2020 i en match mot Tjeckien. Matchen slutade 2-0 till Tjeckien.